# کالوی دل‌اومبریا
کالوی دل‌اومبریا (به ایتالیایی: Calvi dell'Umbria) یک شهرک و کومونه در ایتالیا است که در استان ترانی واقع شده‌است.

## خصوصیات
کالوی دل‌اومبریا ۴۵٫۸ کیلومترمربع مساحت و ۱٬۹۴۲ نفر جمعیت دارد و ۴۰۱ متر بالاتر از سطح دریا واقع شده‌است.